# Justine Pasek
Yustin Lissette Pasek Patiño, detta Justine (Kharkov, 29 agosto 1979), è una modella panamense, eletta Miss Universo 2002.

## Carriera
Nata a Kharkov, nell'allora Unione Sovietica, da madre panamense e padre polacco, Justine Pasek ha vissuto soltanto un anno in Ucraina, per poi trascorrere la propria infanzia in Polonia. Dopo che sua madre terminò gli studi, la famiglia di Justine Pasek si trasferì a Panama, dove inizia la propria carriera di modella partecipando al concorso di bellezza Chica modelo nel 1996. Pasek non vince, ma viene notata dall'agenzia Physical Modelos, che le fa ottenere un contratto.
Dopo aver partecipato in alcune produzioni televisive ed in sfilate locali, Justine Pasek partecipa e vince l'importante concorso di bellezza nazionale Miss Panamá che le permette di accedere a Miss Universo. Originariamente Pasek era arrivata seconda al concorso, che aveva visto vincere la russa Oxana Fedorova. Tuttavia per non aver rispettato i propri impegni la Fedorova è stata detronizzata, e la vittoria è passata a Justine Pasek, che è diventata la prima Miss Panamá ad ottenere il titolo. Justine Pasek è stata testimonial per L'Oréal e McDonald's.

## Agenzie
- Über-Warning Models
- Physical Modelos